# Nagroda Młodych PTA
Nagroda Młodych – nagroda przyznawana od 1959 roku przez Polskie Towarzystwo Astronomiczne (PTA) „za wybitny, indywidualny dorobek naukowy w dziedzinie astronomii” osobie, która posiada polskie obywatelstwo i nie ukończyła 35 lat. Prawo zgłaszania kandydatur mają członkowie PTA, a wyboru dokonuje pięciosobowe jury, które powołuje Zarząd PTA. Do 1993 roku nagroda była przyznawana co roku, a od tamtej pory – raz na dwa lata.

## Laureaci Nagrody Młodych w latach 1959–1993
Lista laureatów:
| Rok  | I stopnia                                                    | II stopnia                                                                 | III stopnia                             | Wyróżnienie                 |
| ---- | ------------------------------------------------------------ | -------------------------------------------------------------------------- | --------------------------------------- | --------------------------- |
| 1959 | Andrzej Pacholczyk, Jerzy Stodółkiewicz; Krzysztof Serkowski |                                                                            |                                         |                             |
| 1961 | Józef Smak                                                   | Jerzy Stodółkiewicz, Andrzej Pacholczyk                                    |                                         |                             |
| 1963 | Stanisław Grzędzielski, Kazimierz Stępień                    | Jerzy Jakimiec                                                             |                                         |                             |
| 1964 | Bohdan Paczyński                                             | Robert Głębocki, Jan Smoliński, Andrzej Woszczyk                           |                                         |                             |
| 1965 | Józef Smak                                                   | Bohdan Paczyński                                                           |                                         |                             |
| 1966 | Bohdan Paczyński                                             | Tadeusz Ciurla; Kazimierz Stępień                                          |                                         |                             |
| 1967 | Bohdan Paczyński                                             | Robert Głębocki                                                            | Sławomir Ruciński                       |                             |
| 1968 | Bohdan Paczyński, Janusz Ziołkowski                          | B. Grabowski, K. Bereś; Sławomir Ruciński                                  |                                         |                             |
| 1969 | Mikołaj Jerzykiewicz                                         | B. Grabowski; Bohdan Paczyński; Sławomir Ruciński                          |                                         |                             |
| 1970 | Bohdan Paczyński, Sławomir Ruciński                          | Janusz Ziółkowski                                                          | Kazimierz Stępień                       | –                           |
| 1971 | Marek Abramowicz, Piotr Lasota                               | Sławomir Ruciński                                                          | –                                       | –                           |
| 1972 | –                                                            | Sławomir Ruciński, Marek Abramowicz                                        | Jerzy Juchniewicz                       | Zbigniew Klimek             |
| 1973 | Sławomir Ruciński                                            | Janusz Ziółkowski, Anna Żytkow                                             | A. Dworak                               | –                           |
| 1974 | Marek Abramowicz, Sławomir Ruciński                          | Magdalena Sroczyńska-Kożuchowska                                           | –                                       | –                           |
| 1975 | –                                                            | Zbigniew Klimek, Janusz Sylwester                                          | Barbara Sylwester                       | Jerzy Madej                 |
| 1976 | Jerzy Sikorski                                               | Zbigniew Klimek                                                            | –                                       | –                           |
| 1977 | –                                                            | Andrzej Drożyner                                                           | Mikołaj Baryłko, Aleksander Wolszczan   | –                           |
| 1978 | Romuald Tylenda                                              | Michał Różyczka                                                            | Andrzej Sołtan                          | –                           |
| 1979 | Andrzej Sołtan                                               | Michał Jaroszyński                                                         | Tomasz Chlebowski, Michał Czerny        | –                           |
| 1980 | Henryk Cugier                                                | Danuta Zaremba, Michał Czerny, Michał Jaroszyński                          | –                                       | –                           |
| 1981 | Kazimierz Borkowski                                          | Ewa Bohusz, Andrzej Udalski                                                | Grzegorz Chlewicki, Tomasz Stępiński    | –                           |
| 1982 | Krzysztof Loska                                              | Jacek Chołoniewski                                                         | –                                       | –                           |
| 1983 | –                                                            | Krzysztof Jahn, Mirosław Giersz, Janusz Zalewski                           | –                                       | –                           |
| 1984 | Tomasz Chlebowski                                            | Paweł Artymowicz, Janusz Kałużny, Joanna Mikołajewska, Maciej Mikołajewski | –                                       | –                           |
| 1985 | Mirosław Giersz                                              | Janusz Kałużny, Grzegorz Pojmański                                         | –                                       | –                           |
| 1986 | Mirosław Giersz, Janusz Kałużny                              | Paweł Moskalik                                                             | –                                       | –                           |
| 1987 | Paweł Moskalik                                               | –                                                                          | –                                       | –                           |
| 1988 | –                                                            | Grzegorz Pojmański, Michał Szymański                                       | Aneta Siemiginowska                     | –                           |
| 1989 | –                                                            | –                                                                          | Tomasz Plewa, M. Bzowska, Wacław Waniak | –                           |
| 1990 | Janusz Kałużny                                               | –                                                                          | Michał Chodorowski, Beata Mazur         | –                           |
| 1991 | –                                                            | –                                                                          | J. Wachowiak                            | Beata Mazur, Janusz Kałużny |
| 1992 | –                                                            | –                                                                          | Andrzej Pigulski                        | Stanisław Zoła              |
| 1993 | –                                                            | Tomasz Plewa, Krzysztof Stanek                                             | –                                       | –                           |

## Laureaci Nagrody Młodych od roku 1995[1]
- Andrzej Niedzielski (1995),
- Paweł Magdziarz (pośmiertnie) oraz Krzysztof Stanek (1999),
- Rafał Moderski (2001),
- Barbara Mochejska (2003),
- Maciej Konacki (2005),
- Łukasz Stawarz (2007),
- Andrzej Baran (2009),
- Gracjan Maciejewski (2011),
- Krzysztof Bolejko (2013),
- Michał Michałowski (2015),
- Przemysław Mróz (2017),
- Radosław Poleski (2019),
- Joanna Drążkowska (2021),
- Jakub Klencki (2023)